# Richard Rich
Richard Rich é um diretor, produtor e roteirista americano mórmon. Rich é fundador e proprietário da Crest Animation Productions.
Rich começou sua carreira na sala de correspondência dos estúdios da Disney, mas chegou ao cargo de primeiro assistente de direção. Ele fez sua estreia como diretor no filme O Cão e a Raposa.
Richard Rich criou o Rich Animation Studios, mais tarde renomeado para Rich-Crest. Ele dirigiu The Swan Princess em 1994, que teve várias sequências. Além de longa-metragens, Rich produziu minisséries animadas, como Animated Stories from the New Testament, Animated Stories from the Bible, Animated Hero Classics e K10C: Kids' Ten Commandments.
Seu crédito mais recente é como produtor do bem-sucedido filme de animação Alpha and Omega e como diretor/produtor de suas sequências.

## Ver Também
- Don Bluth

## Ligações Externas
- Richard Rich. no IMDb.